# Esplosione cambriana

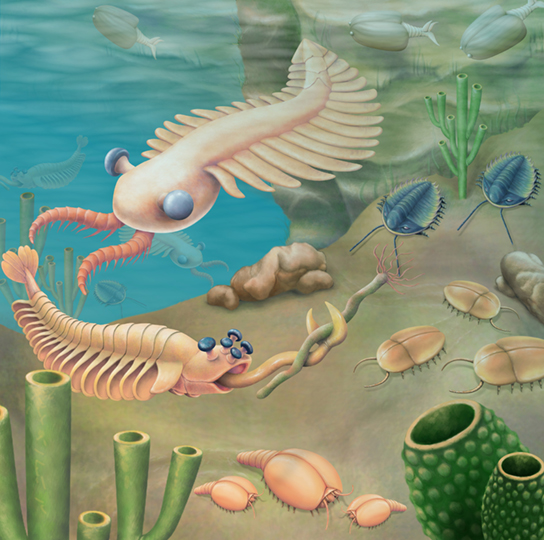
Un'illustrazione raffigurante diverse forme di vita apparse nel corso dell'esplosione cambriana.

L'esplosione cambriana, conosciuta anche come esplosione del Cambriano o informalmente in inglese come Biological Big Bang (in italiano, Big Bang biologico), fu un evento nella storia della Terra consistente nell'improvvisa comparsa della maggioranza dei phyla di animali complessi, avvenuta circa 538 milioni di anni fa, nel Cambriano inferiore, e nella straordinaria diversificazione di quelli già esistenti. I resti fossili risalenti a tale periodo sembrano segnare una svolta tra gli organismi semplici precedenti, perlopiù unicellulari che vivevano isolati oppure occasionalmente organizzati in piccole colonie, e gli organismi pluricellulari successivi; il tasso di nascita di nuove specie aumentò di un ordine di grandezza e la biodiversità raggiunse livelli simili a quelli attuali.
Sono state proposte diverse cause per giustificare l'esplosione cambriana: alcune di esse legate all'ambiente, come l'aumento dell'ossigeno nell'atmosfera o il termine di una glaciazione; altre alla possibilità, che piccole modifiche nella crescita degli embrioni possano aver causato grandi differenze nella forma finale degli organismi; altre ancora si soffermano sulle interazioni tra diverse specie, ad esempio modifiche nella catena alimentare o la necessità di sfuggire ai predatori la cui evoluzione "tiene il passo" di quella delle prede.
D'altronde la comunità scientifica non è unanimemente d'accordo sul concetto di esplosione cambriana, citando la più recente scoperta dei fossili di Ediacara, i quali, anteriori al Cambriano, già mostrano diversificazioni della fauna fossile.